# 5190 Fry
5190 Fry è un asteroide della fascia principale. Scoperto nel 1990, presenta un'orbita caratterizzata da un semiasse maggiore pari a 3,1424881 UA e da un'eccentricità di 0,2090756, inclinata di 14,08812° rispetto all'eclittica.